# Pseudopotentielle Temperatur
Die pseudopotentielle Temperatur {\displaystyle T_{ps}} in K ist ein fiktives Temperaturmaß, das vor allem in der Meteorologie dazu dient, die Temperaturen unterschiedlicher Luftmassen zu vergleichen. Während die potentielle Temperatur unterschiedlichen Luftdrücken Rechnung trägt, berücksichtigt die pseudopotentielle Temperatur zusätzlich noch die in feuchter Luft enthaltene Verdampfungsenthalpie des Wasserdampfs. Damit wird ein Vergleich der in den Luftmassen enthaltenen Energien möglich.
Anschaulich beschrieben erhält man die pseudopotentielle Temperatur, indem man die Luft so lange adiabat entspannt, bis alle Feuchtigkeit auskondensiert ist, dann die Feuchtigkeit entfernt und anschließend die trockene Luft wieder adiabat auf den Referenzdruck bringt.
Damit ergibt sich für die pseudopotentielle Temperatur:
{\displaystyle {\begin{aligned}T_{ps}&=\theta \cdot e^{\frac {L\cdot m}{c_{p}\cdot T}}\\&=T\cdot e^{\frac {L\cdot m}{c_{p}\cdot T}}\cdot \left({\frac {p_{0}}{p}}\right)^{\frac {R_{L}}{c_{p}}}\end{aligned}}}
Hierbei stehen die einzelnen Formelzeichen für folgende Größen:
- θ: potentielle Temperatur in K
- e: Eulersche Zahl
- L: spezifische Verdampfungsenthalpie von Wasser in J/kg
- m: Mischungsverhältnis Wasserdampf / Luft
- cp: spezifische Wärmekapazität von Luft bei konstantem Druck = 1003 J/(kg·K)
- RL: spezifische Gaskonstante für trockene Luft = 287 J/(kg·K)
- T: absolute Temperatur
- p: Druck
- p0: Bezugsdruck (üblicherweise 1000 hPa).

Sie ist nicht mit der Äquivalenttemperatur und zugehöriger potentieller Äquivalenttemperatur zu verwechseln.